# Höchster Porzellanmanufaktur
Die Höchster Porzellanmanufaktur ist ein Unternehmen für Porzellankunst in Frankfurt-Höchst.
Das erste Mal wurde sie 1746 als Kurfürstlich mainzische Porzellanmanufaktur durch Johann Christoph Göltz und Adam Friedrich von Löwenfinck (1714–1754), einem aus Meißen stammenden Porzellanmaler, gegründet. Sie ist somit die zweitälteste Gründung einer Porzellanmanufaktur in Deutschland und die einzige in Hessen. Das Firmenzeichen der Höchster Porzellanmanufaktur ist das Mainzer Rad. Das Gründungsprivileg sowie die Monopolstellung für kurmainzisches Gebiet bekam die Manufaktur vom Mainzer Erzbischof Johann Friedrich Karl von Ostein zugestanden. Einer der wichtigsten Künstler der Manufaktur war der kurmainzische Hofbildhauer Johann Peter Melchior, der ab 1768 einige Jahre als Modellmeister in Höchst arbeitete.

## Die erste Periode der Porzellanmanufaktur 1746 bis 1796

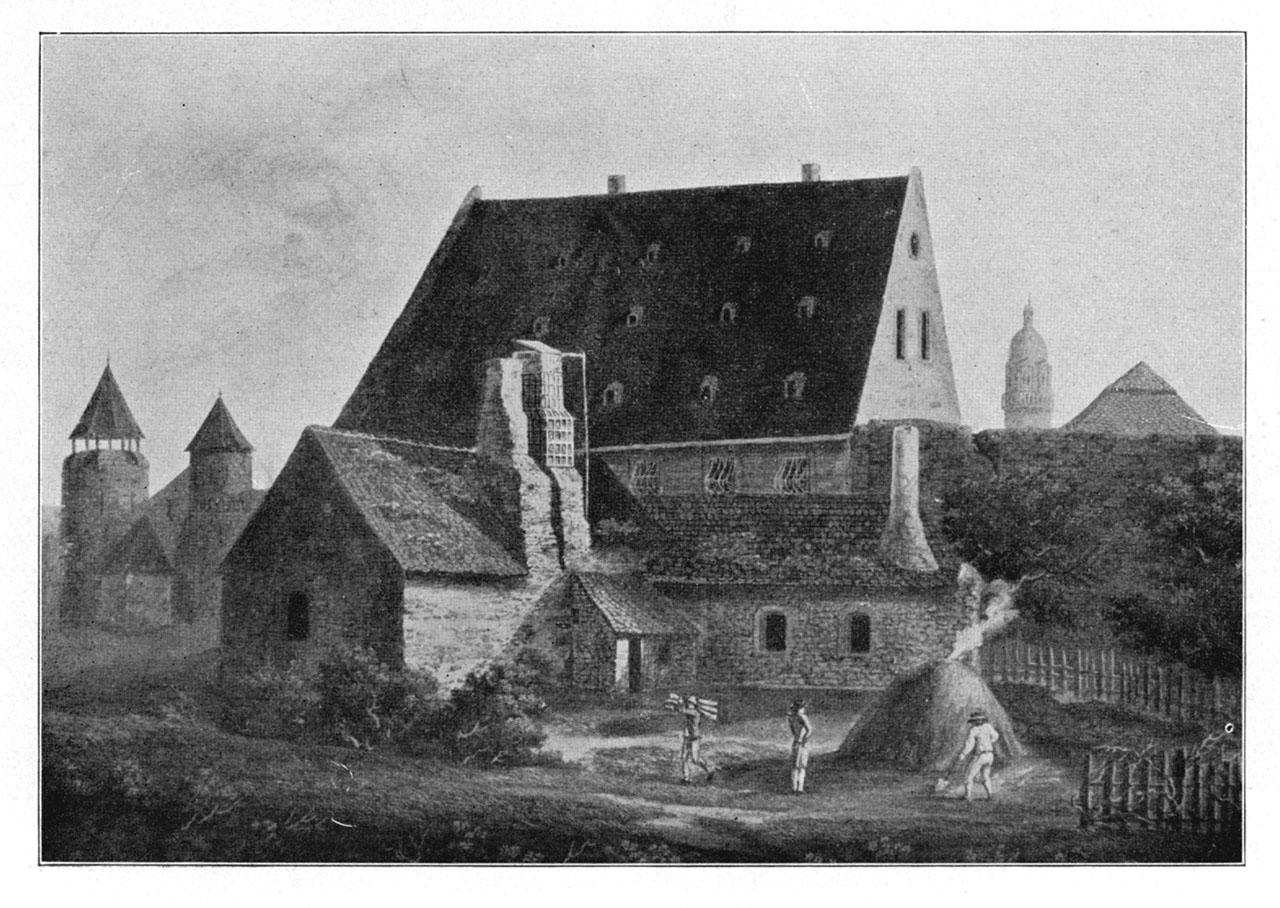
Der alte Porzellanhof im 18. Jahrhundert

Zwischen 1746 und 1750 wurden in der Manufaktur in Höchst nur Fayencen hergestellt. Erst als der Arkanist Johann Kilian Benckgraff und der Ofenbauer Josef Ringler 1750 an die Porzellanmanufaktur kamen, gelangen die ersten Porzellanbrände. Auf dem nördlichen Stadtwall in Höhe des heutigen Höchster Marktes wurde ein Brennofen errichtet. Das Manufakturgebäude selbst, Porzellanhof genannt, befand sich in der nördlichen Altstadt zwischen Wed und Rosengasse (heute Antoniterstraße); es wurde 1927 abgerissen.
Löwenfinck verließ Höchst im Mai 1749, nachdem er von Göltz aus der Porzellanmanufaktur hinausgedrängt worden war; Johann Kilian Benckgraff war 1753 mit seinem Schwiegersohn, dem Kunstmaler Johannes Zeschinger und dem Poussierer Simon Feilner von der Porzellanmanufaktur Fürstenberg abgeworben worden. Göltz ging 1756 Bankrott, die Manufaktur wurde geschlossen. Das Unternehmen wurde 1759 von Johann Heinrich Maas übernommen und weitergeführt. Während dieser Zeit berichten die Chroniken immer wieder von Streitigkeiten und massiven tätlichen Auseinandersetzungen innerhalb der Belegschaft der Manufaktur. 1765 wurde die Höchster Porzellanmanufaktur durch ein vom Kurfürsten Emmerich Joseph von Breidbach zu Bürresheim erteiltes Privileg in eine Aktiengesellschaft umgewandelt, im Jahr 1771 hatte die Manufaktur 27 Aktionäre.
Die Aktionäre erhielten im Jahr 1777 eine Aufforderung des Kurfürsten Friedrich Karl Joseph von Erthal, seinen Bedingungen zur Weiterführung der Gesellschaft zuzustimmen; am 30. August 1778 löste der Kurfürst die Aktiengesellschaft auf. Er übertrug die Geschäftsführung seinem Hofkammerrat Johann Kaspar Rief. 1784 ging die Porzellanmanufaktur in den Besitz der Mainzer Hofkammer über, 1796 erfolgte nach fünfzig Jahren des Betriebs der Konkurs. Der Mainzer Hofkammer blieben 57.312 Gulden Schulden. 1798 wurde die gesamte Hinterlassenschaft der Porzellanmanufaktur einschließlich der Formen und Modelle versteigert. In Folge wurden die Modelle von fremden Firmen bis in das 20. Jahrhundert erfolgreich weiter produziert. Auch wurde die Bodenmarke, das Mainzer Rad, zu einer der am häufigsten unautorisiert verwendeten Porzellanmarken des 19. Jahrhunderts.

## Wiederbelebung nach 1947

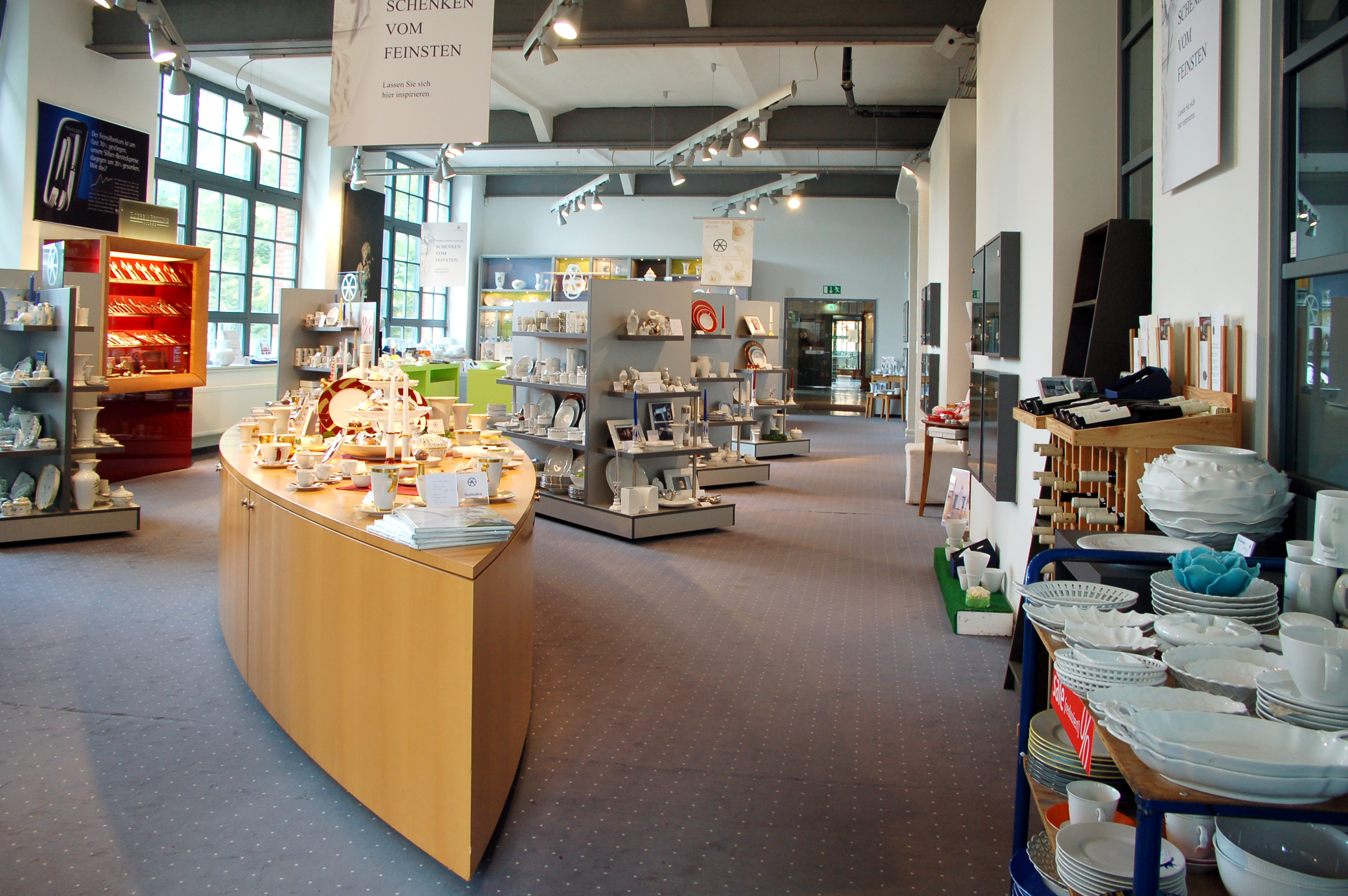
Verkaufsräume der Porzellanmanufaktur in der Palleskestraße

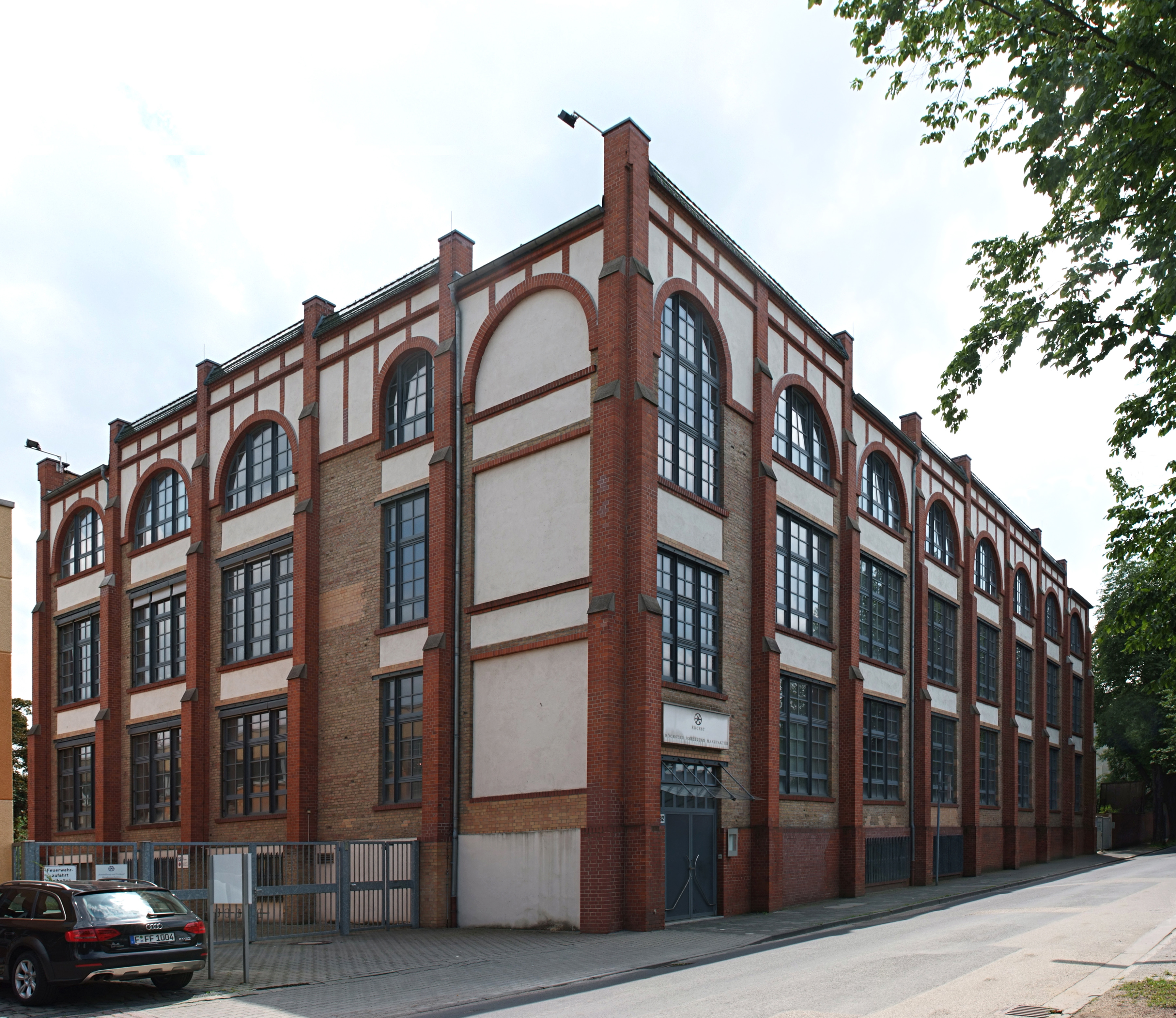
Höchster Porzellanmanufaktur, Neuer Porzellanhof

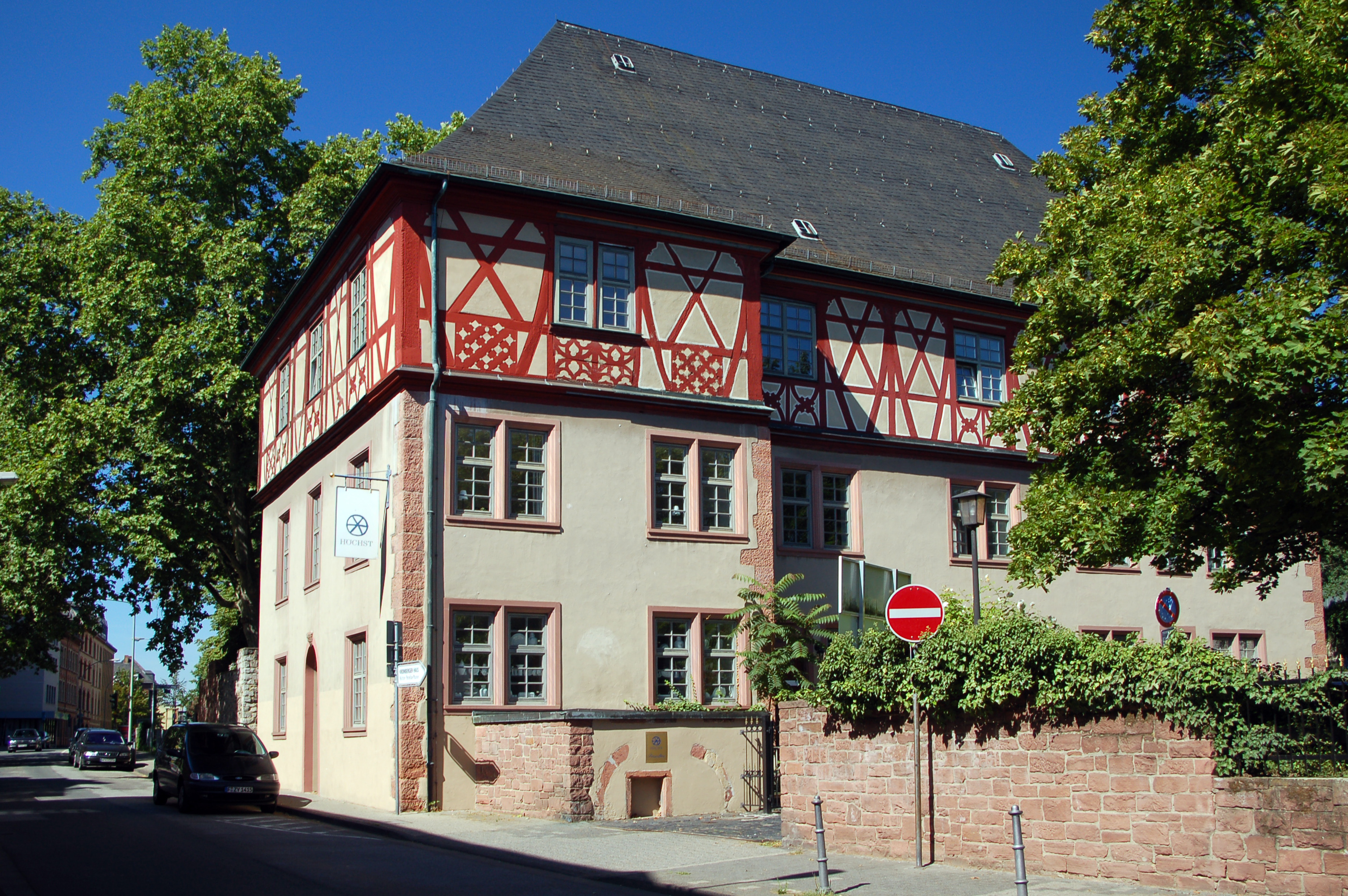
Dalberger Haus, ehemaliges Verkaufsgebäude der Manufaktur

Auf Betreiben des Höchster Journalisten und Historikers Rudolf Schäfer (1914–1985) wurde die Höchster Porzellanmanufaktur 1947 zum zweiten Mal gegründet. 1963 wurde das Unternehmen erneut geschlossen, doch bereits zwei Jahre später wurde der Betrieb unter Führung der Farbwerke Hoechst und des Frankfurter Bankhauses Koch, Lauteren & Co. wieder aufgenommen. Nachdem Koch, Lauteren & Co. 1976 von der Dresdner Bank übernommen worden war, war diese bis 2001 Anteilseigner der Porzellanmanufaktur. Von 2001 bis 2010 waren die Investitionsbank Hessen und ein privater Eigentümer die Anteilseigner der Höchster Porzellanmanufaktur. Im Januar 2011 verkaufte das Land Hessen seinen Anteil an der Porzellanmanufaktur an den privaten Anteilseigner, damit ist das Unternehmen komplett in Privatbesitz.
Noch heute werden in Höchst Porzellane der Spitzenqualität von Hand geformt und bemalt. Im Kronberger Haus befindet sich seit 1994 eine Außenstelle des Historischen Museums Frankfurt, die mit ca. 1000 Exponaten die größte Sammlung von alten Höchster Fayencen und Porzellanen zeigt.
Die Porzellane aus der kurfürstlich-mainzischen Porzellanmanufaktur bilden den Grundstock der Sammlung Mainzer Barock im Landesmuseum Mainz. In der Sammlung befinden sich sowohl Einzelfiguren wie auch thematisch zueinander passende Gruppen, so z. B. der ganze Hofstaat des Kaisers von China.
Die Porzellanmanufaktur hatte ihren Sitz seit 1977 im Dalberger Haus, einem Adelssitz aus dem Jahr 1577. 1996 wurde die Produktionsstätte und 2002 auch der Firmensitz in den Neuen Porzellanhof verlagert, ein denkmalgeschütztes Industriegebäude der Gründerzeit an der Höchster Palleskestraße. Bis zum Auszug 2011 befanden sich im Dalberger Haus nur noch die Verkaufsräume und eine kleine Porzellanausstellung im Gewölbekeller.
2009 übernahm die Höchster Porzellanmanufaktur die Produktion der Hummel-Figuren von der oberfränkischen Porzellanfabrik W. Goebel. Die Produktion erfolgt am Standort Rödental unter dem Namen Manufaktur Rödental. 2012 erzielte die Manufaktur Rödental einen Umsatz von 5,5 Millionen Euro. Am 22. August 2013 meldete der Geschäftsführer der Manufaktur Rödental GmbH Insolvenz an. 2015 übernahm die New Yorker Investment-Firma M. E. Zukerman & Co. die Aktienmehrheit der Manufaktur Rödental.
Eine erneute Insolvenz wurde im Januar 2018 angemeldet. Der Betrieb wurde von dem taiwanesischen Investor Evan Chung weitergeführt. Er plante, die Kundenbasis national und international zu verbreitern; doch diese Neuausrichtung misslang. Anfang Juni 2022 ging das Unternehmen erneut insolvent. Ende 2022 gab das Land Hessen bekannt, die Vermögenswerte der Manufaktur sowie einen Teil ihrer Beschäftigten zu übernehmen, um den Betrieb als Ausbildungsstätte der Hochschule für Gestaltung Offenbach anzugliedern.

## Produkte der Porzellanmanufaktur

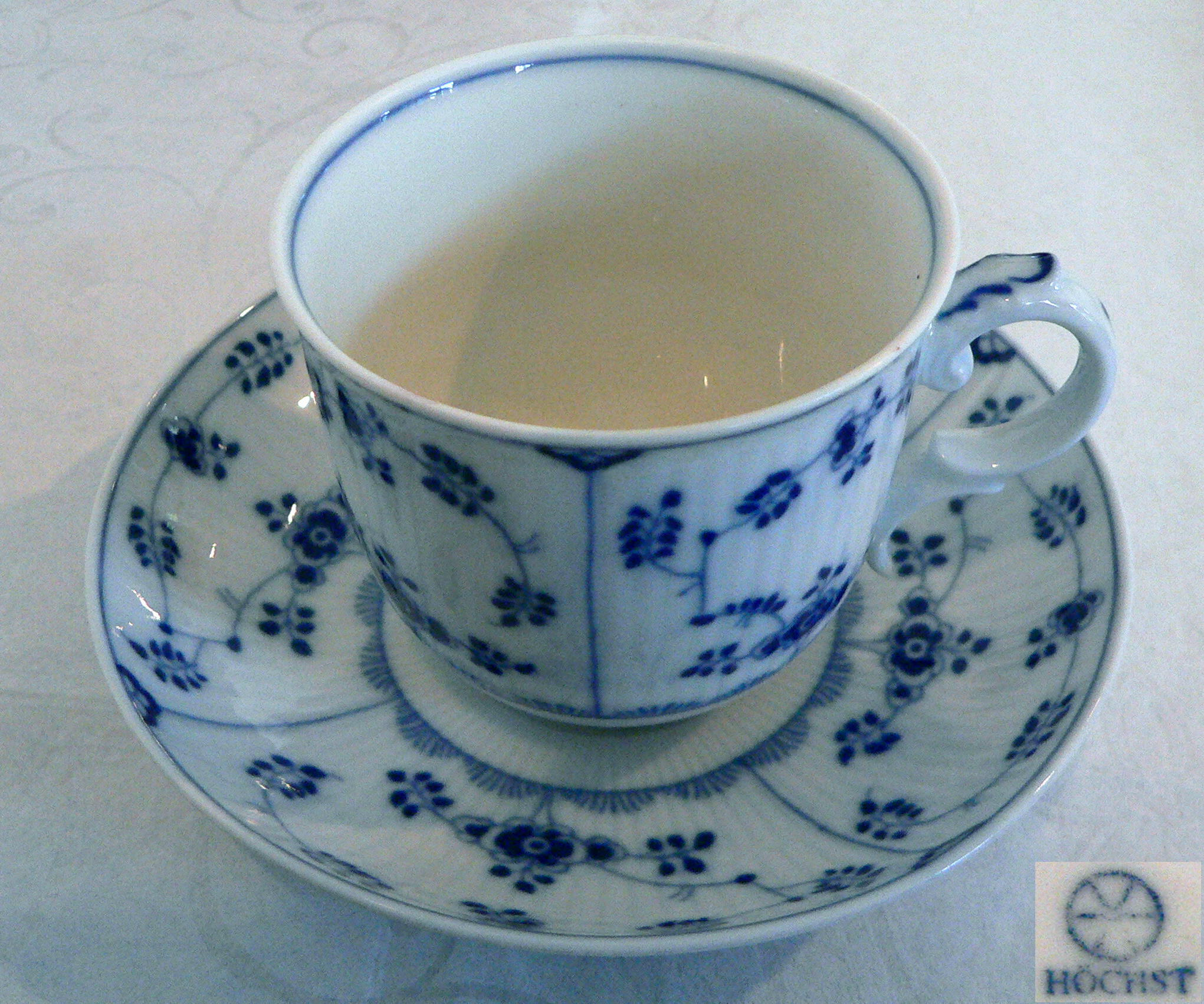
Tasse aus Höchster Porzellan, unten rechts das Firmenzeichen
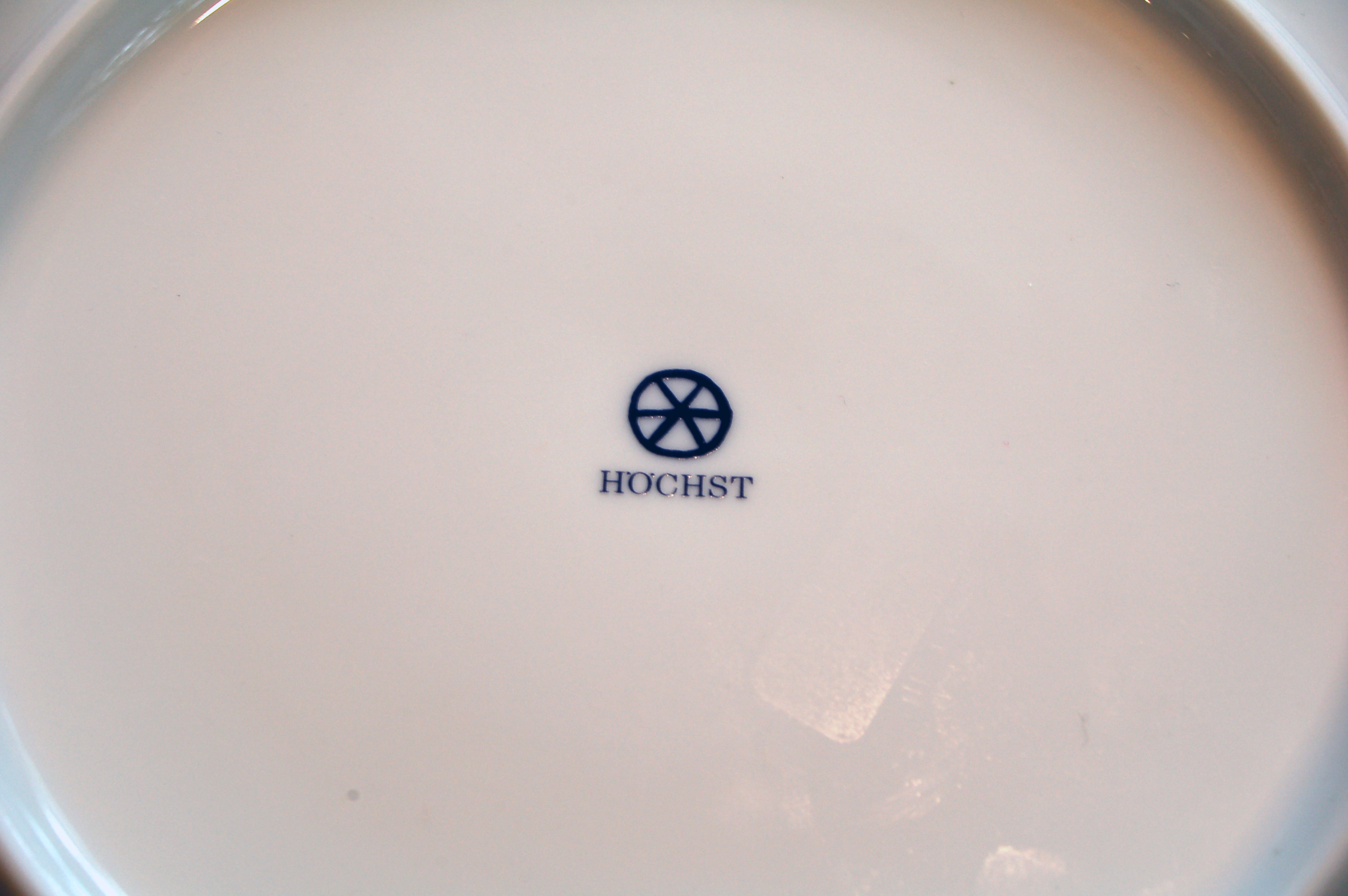
Firmenzeichen auf der Unterseite eines Tellers
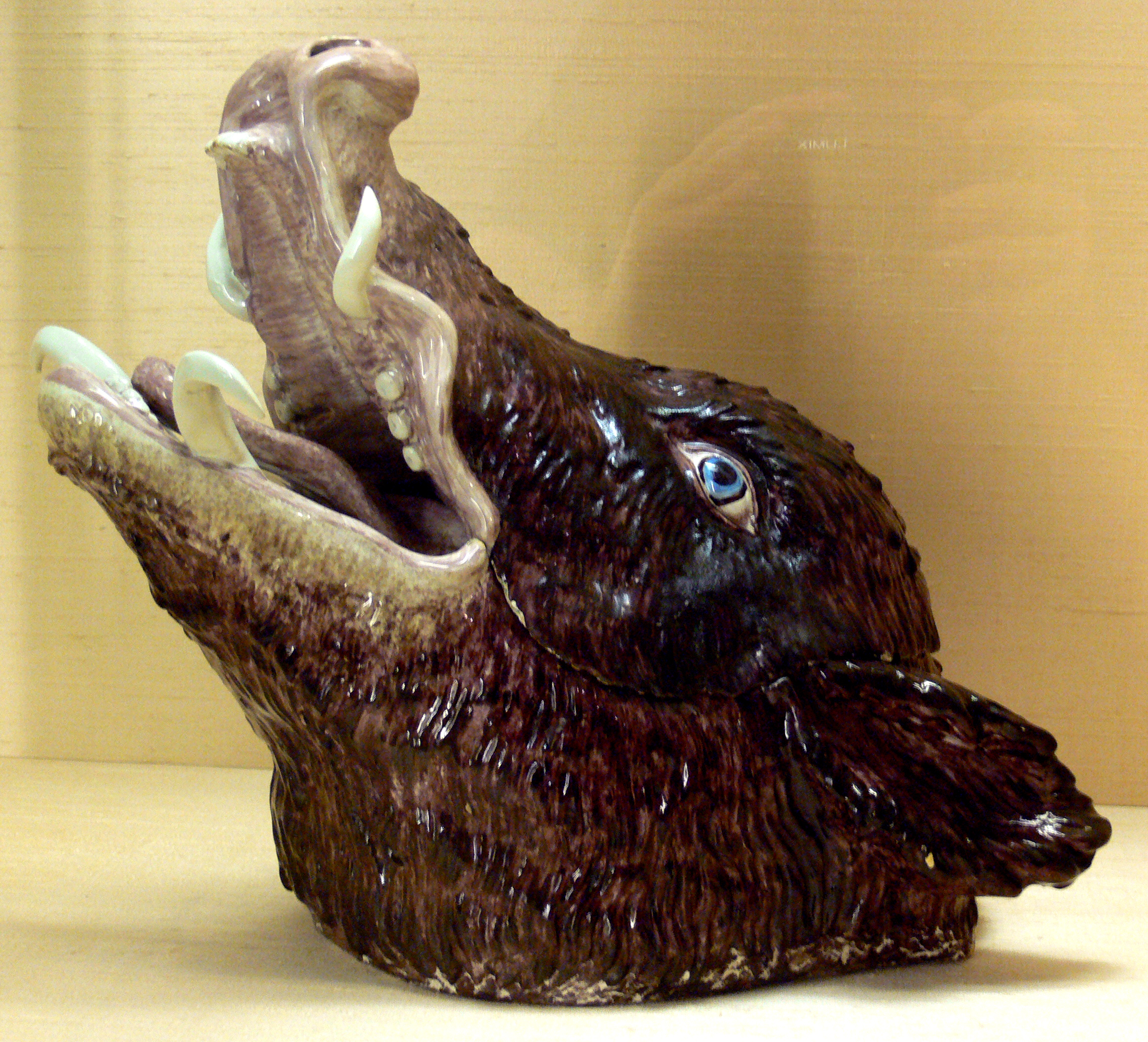
Terrine in Form eines Eberkopfs, Höchst, um 1748
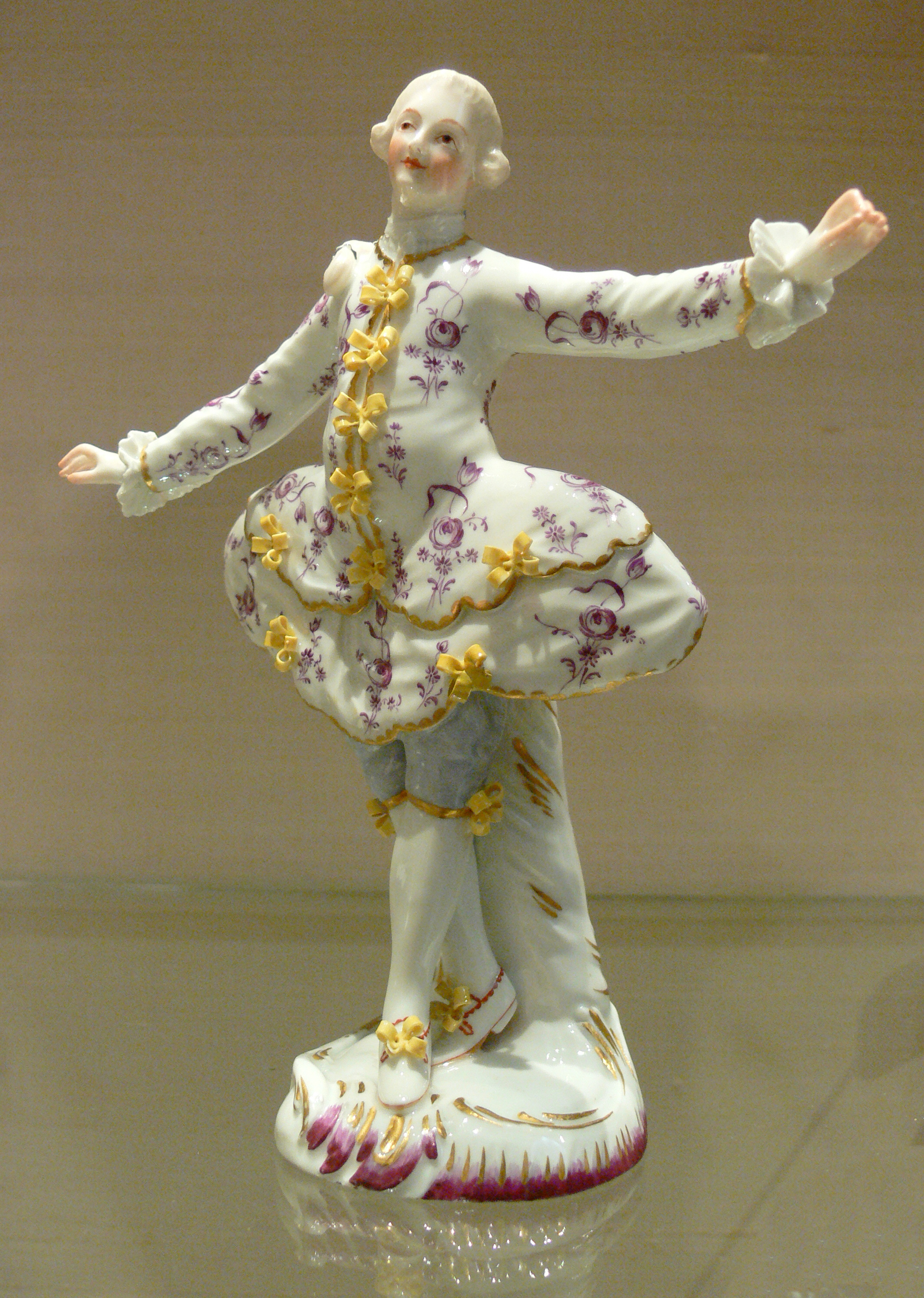
Tänzer, Höchst, um 1755
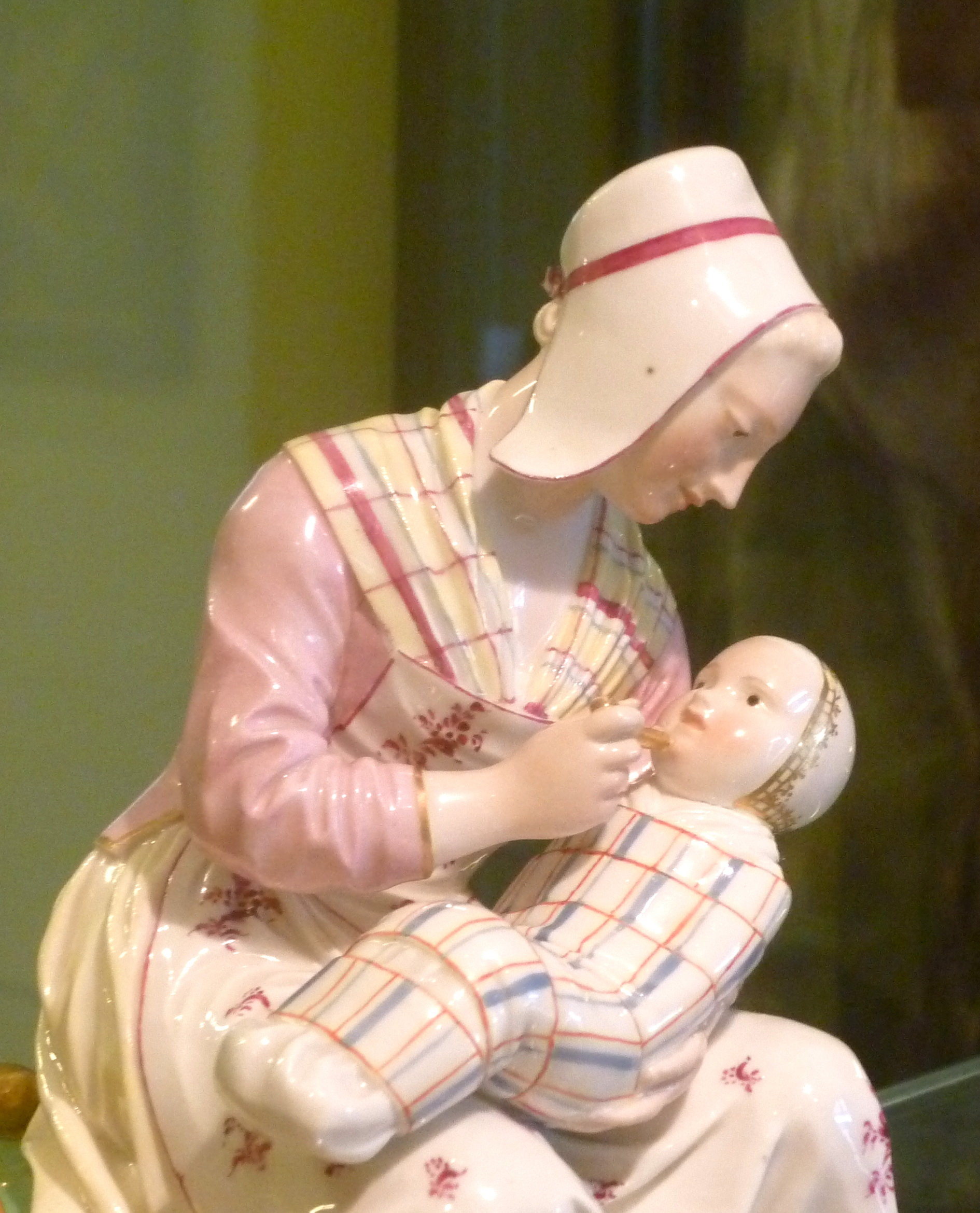
Die Schustersfrau von Johann Peter Melchior, 1770
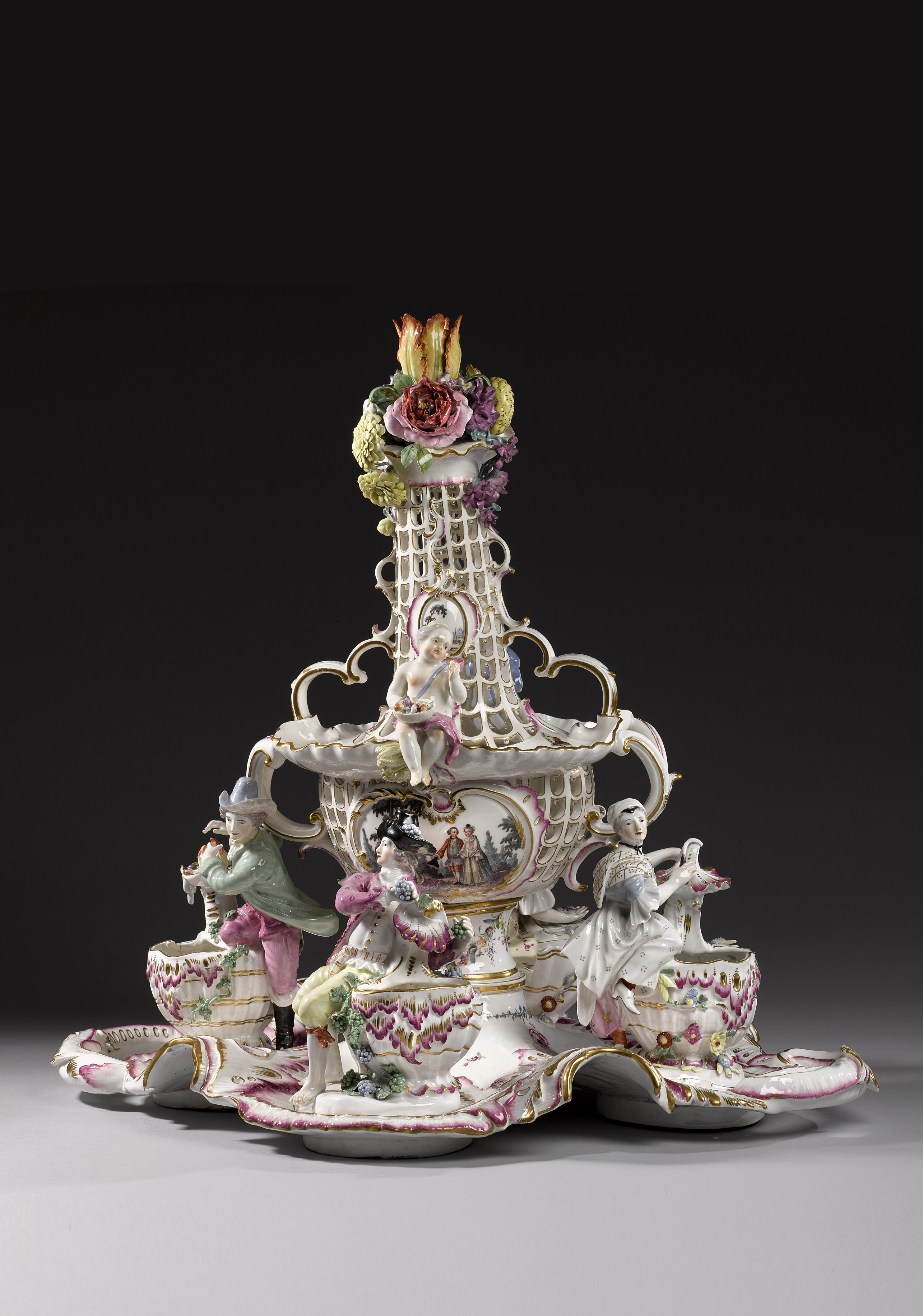
Porzellan-Gewürzservice aus Höchst, ca. 1760, Krakauer Salinenmuseum

## Filme
- Die Höchster Porzellan-Geschichte – Weißes Gold vom Main. Dokumentarfilm, Deutschland, 2012, 44:12 Min., Buch und Regie: Dorothee Kaden, Produktion: Hessischer Rundfunk, Reihe: Made in Hessen, Erstsendung: 19. Dezember 2012 bei hr-fernsehen, Inhaltsangabe von ARD, Video auf YouTube
- Keramik: Von Geschirr bis Hightech. Wissenssendung, Deutschland, 2015, 26:13 Min., Buch und Regie: Sylvie Kristan, Dorothee Kaden, Barbara Petermann, Stefan Venator, Produktion: arte, Moderation: Carolin Matzko und Gunnar Mergner, Reihe: X:enius, Erstsendung: 5. August 2015 bei arte, Inhaltsangabe von arte, online-Video.